# Dorado (Dorado)
Dorado es un barrio-pueblo ubicado en el municipio de Dorado en el estado libre asociado de Puerto Rico. En el Censo de 2010 tenía una población  de 4.015,46 personas por km².

## Geografía
Dorado se encuentra ubicado en las coordenadas 18°27′34″N 66°15′41″O / 18.45944, -66.26139. Según la Oficina del Censo de los Estados Unidos, Dorado tiene una superficie total de 0.19 km², de la cual 0.19 km² corresponden a tierra firme y (4%) 0.01 km² es agua.

## Demografía
Según el censo de 2020, había 36,475 personas residiendo en Dorado. La densidad de población era de 4.015,46 hab./km². De los 36,475 habitantes, Dorado estaba compuesto por el 55.13% blancos, el 22.95% eran afroamericanos, el 0.38% eran amerindios, el 0.13% eran asiáticos, el 17.56% eran de otras razas y el 3.85% pertenecían a dos o más razas. Del total de la población el 98.33% eran hispanos o latinos de cualquier raza.esta informaion no es confiable ya que los puertorriquenos somos de tres razas principalmente, por observacion se distingue una mayor población de afroamericanos que de blancos.Indígenas hay una mayor cantidad de la mencionada porque esta en el ADN de muchos puertorriquenos.